# Festival Internacional de Cine de Mar del Plata 2023
La 38° edición del Festival Internacional de Cine de Mar del Plata se celebró del 2 al 12 de noviembre de 2023.

## Jurados
Competencia Internacional
- Prano Bailey-Bond, cineasta galés
- Celina Murga, cineasta argentina
- Mimi Plauché, directora artística de festivales
- Tana Schémbori, cineasta paraguaya
- Charles Tesson, director artístico de festivales

Competencia Latinoamericana
- João Fleck, productor de cine
- María Paula Lorgia, programadora de cine
- Laura Paredes, actriz y guionista argentina

Competencia Argentina
- María Álvarez, cineasta y escritora argentina
- Toby Poser, cineasta, actriz, artista de doblaje y escritora estadounidense
- Haroldo Borges, cineasta brasileño

Competencia Estados Alterados
- Juliana Antunes, cineasta brasileña
- Leandro Listorti, cineasta y guionista argentino
- Flavia Dima, programadora de cine

## Secciones oficiales

### Competencia Internacional
| Título                               | Título internacional                   | Director(es)               | País de producción     |
| ------------------------------------ | -------------------------------------- | -------------------------- | ---------------------- |
| Animal / Humano                      | Human / Animal                         | Alessandro Pugno           | España, Italia, México |
| Arthur & Diana                       | Arthur & Diana                         | Sara Summa                 | Alemania               |
| Elena sabe                           | Elena Knows                            | Anahí Berneri              | Argentina              |
| Kinra                                | Motherland                             | Marco Panatonic            | Perú                   |
| LaRoy                                | LaRoy                                  | Shane Atkinson             | Estados Unidos         |
| Las almas                            | Souls                                  | Laura Basombrío            | Argentina              |
| Mimang                               | Mimang                                 | Kim Tae-yang               | Corea del Sur          |
| No voy a pedirle a nadie que me crea | I Don’t Expect Anyone to Believe Me    | Fernando Frías de la Parra | México                 |
| Partió de mí un barco llevándome     | A Boat Departed from Me Taking Me Away | Cecilia Kang               | Argentina, Singapur    |
| Seagrass                             | Seagrass                               | Meredith Hama-Brown        | Canadá                 |
| UBU                                  | UBU                                    | Paulo Abreu                | Portugal               |

Título resaltado indica a la película ganadora del Astor de Oro.

### Competencia Latinoamericana
| Título                | Título internacional | Director(es)                       | País de producción                             |
| --------------------- | -------------------- | ---------------------------------- | ---------------------------------------------- |
| Crowrã                | Crowrã               | João Salaviza, Renée Nader Messora | Brasil, Portugal                               |
| El castillo           | El castillo          | Martín Benchimol                   | Argentina, Francia                             |
| El otro hijo          | The Other Son        | Juan Sebastián Quebrada            | Colombia, Francia, Argentina                   |
| El viento que arrasa  | A Ravaging Wind      | Paula Hernández                    | Argentina, Uruguay                             |
| Las cosas indefinidas | Undefined Things     | María Aparicio                     | Argentina                                      |
| Llaki                 | Llaki (Sorrow)       | Diego Revollo                      | Bolivia                                        |
| Los colonos           | The Settlers         | Felipe Gálvez                      | Chile, Argentina, Francia, Reino Unido, Taiwán |
| O dia que te conheci  | O dia que te conheci | André Novais Oliveira              | Brasil                                         |
| Otro sol              | Otro sol             | Francisco Rodríguez Teare          | Chile, Bélgica, Francia                        |

### Competencia Argentina
| Título                             | Título internacional            | Director(es)                      | País de producción |
| ---------------------------------- | ------------------------------- | --------------------------------- | ------------------ |
| Adentro mío estoy bailando         | The Klezmer Project             | Leandro Koch, Paloma Schachmann   | Argentina, Austria |
| Alemania                           | Alemania                        | María Zanetti                     | Argentina, España  |
| Clara se pierde en el bosque       | Clara Gets Lost in the Woods    | Camila Fabbri                     | Argentina          |
| El empresario                      | The Businessman                 | Germán Scelso                     | Argentina          |
| Elda y los monstruos               | Elda and the Monsters           | Nicolás Herzog                    | Argentina          |
| La gruta continua                  | Ongoing Cave                    | Julián D'Angiolillo               | Argentina, Cuba    |
| La mujer hormiga                   | The Ant Woman                   | Betania Cappato, Adrián Suárez    | Argentina          |
| Lagunas                            | Lagunas                         | Federico Cardone                  | Argentina          |
| Lava 2 (El nuevo Show del Narciso) | Lava 2 (The New Narciso Show)   | Ayar Blasco                       | Argentina          |
| Los tonos mayores                  | The Major Tones                 | Ingrid Pokropek                   | Argentina, España  |
| Vera y el placer de los otros      | Vera and the Pleasure of Others | Romina Tamburello, Federico Actis | Argentina          |

### Competencia Estados Alterados
| Título                                                          | Título internacional                           | Director(es)                     | País de producción                                                        |
| --------------------------------------------------------------- | ---------------------------------------------- | -------------------------------- | ------------------------------------------------------------------------- |
| Bloom                                                           | Bloom                                          | Helena Girón , Samuel M. Delgado | España                                                                    |
| El auge del humano 3                                            | The Human Surge 3                              | Eduardo Williams                 | Argentina                                                                 |
| El polvo                                                        | Dust                                           | Nicolás Torchinsky               | Argentina, Brasil, China, Países Bajos, Perú, Portugal, Sri Lanka, Taiwán |
| Jeunesse                                                        | Youth (Spring)                                 | Wang Bing                        | Francia, Luxemburgo, Países Bajos                                         |
| Lo que los humanos ven como sangre los jaguares ven como chicha | What Humans See As Blood Jaguars See As Chicha | Luciana Decker Orozco            | Bolivia                                                                   |
| Malqueridas                                                     | Malqueridas                                    | Tana Gilbert                     | Chile, Alemania                                                           |
| Mast-del                                                        | Mast-del                                       | Maryam Tafakory                  | Irán, Reino Unido                                                         |
| Night Walk                                                      | Bam Sanchaek                                   | Sohn Koo-yong                    | Corea del Sur                                                             |
| Perdiendo la fe                                                 | Losing Faith                                   | Martha Mechow                    | Alemania, Austria                                                         |
| Orlando, mi biografía política                                  | Orlando, My Political Biography                | Paul B. Preciado                 | Francia                                                                   |
| Sobre todo de noche                                             | Foremost by Night                              | Víctor Iriarte                   | España                                                                    |

## Premios
Los siguientes premios oficiales se entregaron en la 38° edición:

### Selección oficial

#### Competencia Internacional
- Premio Astor Piazzolla al mejor largometraje: Kinra de Marco Panatonic
- Premio Astor Piazzolla especial del jurado: Partió de mí un barco llevándome de Cecilia Kang
- Premio Astor Piazzolla a la mejor dirección: Laura Basombrío por Las almas
- Premio Astor Piazzolla a la mejor interpretación: Sara Summa en Arthur & Diana
- Premio Astor Piazzolla al mejor guion: Shane Atkinson por LaRoy
- Premio del público: Partió de mí un barco llevándome de Cecilia Kang

#### Competencia Latinoamericana
- Premio Astor Piazzolla al mejor largometraje: Otro sol de Francisco Rodríguez Teare
- Mención especial: O dia que te conheci de André Novais Oliveira
- Premio Astor Piazzolla al mejor cortometraje: La noche del minotauro de Juliana Zuluaga Montoya
- Mención especial: Nueva esperanza de Carlos Rentería

#### Competencia Argentina
- Premio Astor Piazzolla al mejor largometraje: Adentro mío estoy bailando de Leandro Koch y Paloma Schachmann
- Premio José Martínez Suárez a la mejor dirección: Romina Tamburello y Federico Actis por Vera y el placer de los otros
- Premio Astor Piazzolla al mejor cortometraje: Especies de compañía de Juan Renau

#### Competencia Estados Alterados
- Premio Astor Piazzolla a mejor película: Malqueridas de Tana Gilbert
- Mención especial: Orlando, mi biografía política de Paul B. Preciado
- Mención especial: Mast-del de Maryam Tafakory

| Predecesor: Festival Internacional de Cine de Mar del Plata 2022 | Festival Internacional de Cine de Mar del Plata 2023 | Sucesor: Festival Internacional de Cine de Mar del Plata 2024 |